# Russisch fascisme
Russisch fascisme heeft een lange geschiedenis.

## Geschiedenis
Tot de vele radicale nationalistische bewegingen van de jaren negentig in Rusland behoren de extreemrechtse fascistische Nationale Volkspartij van Rusland (PNP), in 1994 opgericht door Alexander Ivanov-Sukharevsky, een filmregisseur van opleiding, en Alexei Shiropaev, geïnspireerd door het fascisme, orthodoxie en Kozakkenbewegingen, die de ideologie, die ze "Russisch" noemde, verspreidde. Deze ideologie was een combinatie van populisme, raciale en antisemitische mystiek, nationaal milieubewustzijn, orthodoxie en nostalgie naar de tsaar. De partij telde slechts een paar duizend leden, maar had historisch gezien invloed op de buitenparlementaire scene in Rusland via de bekende kranten I am Russian, Heritage of Ancestors en Era Rossii. De partij kwam al snel in de problemen met de wet wegens het aanzetten tot etnische haat, de krant Ya Russky werd uiteindelijk in 1999 verboden en Ivanov-Sukharevsky werd veroordeeld tot enkele maanden gevangenisstraf, maar na zijn vrijlating bleef hij een belangrijke figuur in kringen dicht bij Russische schrijvers voor een lange tijd en zette zijn werkzaamheden voort.

## Rusland onder Vladimir Poetin
Alexander J. Motyl is een van de westerse politicologen en historici die onderzoek doen naar het Russische fascisme. Timothy Snyder is van mening dat Poetin en zijn regime rechtstreeks worden beïnvloed door de profeet van het Russische fascisme - Ivan Ilyin. Vladislav Inozemtsev, Russische academicus, is van mening dat Rusland een fascistische staat in een vroeg stadium is en beweert dus dat het huidige Russische politieke regime fascistisch is. Tomasz Kamusella, een Poolse geleerde die onderzoek doet naar nationalisme en etniciteit, en Alister Heath, journalist van The Daily Telegraph, noemen het huidige autoritaire Russische politieke regime het fascisme van Poetin. Maria Snegovaya gelooft dat Rusland onder leiding van Poetin een fascistisch regime is.